# غول (بوكان)
قرية غول (بالكردية: گۆل) هي إحدى القرى التابعة لـفيض الله بغي في ريف قسم مركزي من مقاطعة بوكان، في محافظة أذربیجان الغربیة الإيرانية.

## السكان
حسب إحصاءات سنة 2006، بلغ إجمالي السكان في غول 255 نسمة وعدد المساكن 48 مسكن. لغة سكان غول هي اللغة الكردية و هم من أهل السنة والجماعة والمذهب الشافعي.